# Mozota

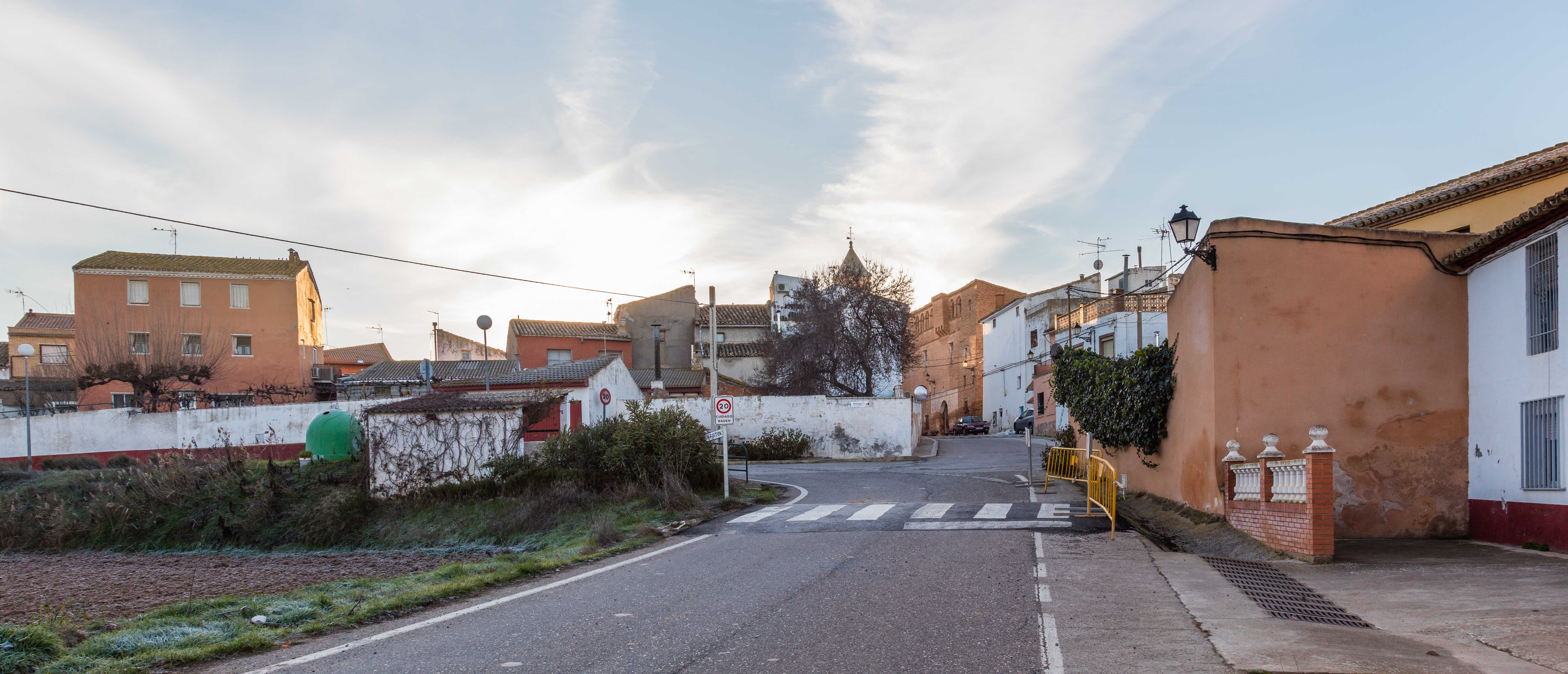
Entrada al municipio.

Mozota es un municipio español de la provincia de Zaragoza, comunidad autónoma de Aragón. Está situado a 25 km al sudoeste de Zaragoza.

## Toponimia
El término Mozota proviene del árabe موسطة mawsata "centro, punto central"

## Geografía
Integrado en la Comarca Central de Aragón, se sitúa a 27 kilómetros de Zaragoza. El término municipal está atravesado por la carretera N-330 en el pK 472. El relieve del municipio está definido por la ribera del río Huerva y, en la zona suroriental, por unas elevaciones irregulares que superan los 600 metros de altitud. La altitud oscila entre los 640 metros al suroeste y los 370 metros a orillas del río Huerva. El pueblo se alza a 398 metros sobre el nivel del mar. 
| Noroeste: La Muela | Norte: La Muela y Botorrita | Nordeste: Botorrita       |
| Oeste: La Muela    |                             | Este: Botorrita           |
| Suroeste: Muel     | Sur: Muel                   | Sureste: Muel y Botorrita |

### Clima
- El clima es de tipo mediterráneo en la que la escasez de precipitaciones es habitual.

- El cierzo contribuye a la escasa humedad del terreno.

- La temperatura media anual del municipio es de 13 a 17 °C.

- La media de los meses de más frío está entre -1 y 4 °C, mientras que las máximas estos meses son de 9 a 14 °C.

- El periodo de heladas es de octubre a abril.

### Flora
Podemos diferenciar las diferentes formaciones vegetales: el terreno agrícola, romeral mixto y el matorral gipsolfilo. La vegetación actual está formada por matorrales, el romeral (Salvia rosmarinus) es frecuente, pero también abunda el formado por
especies gipsófilas, como Centaurea hyssopifolia, Gypsophila hispanica, G.struthium, Helianthemum squamatum, Herniaria fruticosa, Lepidium subulatum, Ononis tridentata, Reseda stricta, Teucrium libanitis. Son frecuentes algunas especies de labiadas (Thymus y Teucrium principalmente), cistáceas (Helianthemum), Frankenia y compuestas (Centaurea, Jurinea, Santolina). Junto al río Huerva aparecen matorrales ribereños y algunos bosques galería de Salix alba y Populus alba.

### Fauna
- Alauda arvensis (alondra común)
- Aquila chrysaetos (águila real)
- Athene noctua (mochuelo común)
- Bufo bufo (sapo común)
- Carduelis cannabina (pardillo común)
- Carduelis carduelis (jilguero)
- Carduelis chloris (verderón común)
- Corvus corax (cuervo común)
- Eptesicus serotinus (murciélago de huerta)
- Genetta genetta (gineta)
- Meles meles (tejón europeo)
- Miliaria calandra (triguero)
- Myotis blythii (murciélago ratonero mediano)
- Neophron percnopterus (alimoche)
- Pyrrhocorax pyrrhocorax (chova piquirroja)
- Serinus serinus (verdecillo)

## Historia
El castillo de Mozota, aunque no muy conocido, mantiene en muy buen estado conservación la fase constructiva medieval, y esto junto a su carácter civil y la pintura mudéjar que reviste su capilla, hacen que este castillo sea clave para el conocimiento de la historia de la arquitectura aragonesa de la Baja Edad Media.
La existencia de una galería de arquillos añadida en el siglo XVI llevó a pensar que el palacio databa de ese siglo sin embargo hoy se sabe que el castillo conserva algunos muros presumiblemente del siglo XIV, época en la que el señorío de Mozota pertenecía a la familia Tarín. En 1399 el señorío y su castillo son adquiridos por Beltrán de Coscón, rico mercader catalán y ciudadano de la ciudad de Zaragoza y existen documentos de 1402 que constatan que Beltrán adquirió alrededor de 40 mil ladrillos los cuales casi con seguridad fueron utilizados en diferentes obras realizadas en el castillo. Aunque con modificaciones llevadas a cabo en la primera mitad del siglo XVI, las obras en fachadas e interiores realizadas en el siglo XV se han conservado hasta la actualidad.
Situado en el centro de Mozota, el castillo se comunica con la Iglesia del pueblo por un pasaje volado. De sus cuatro alas originales, actualmente el castillo conserva dos, la frontal y una lateral, mientras que las otras dos se perdieron presumiblemente ya en el siglo XVI durante los enfrentamientos que tuvieron lugar en 1550 y 1558 entre los señores de Mozota y la ciudad de Zaragoza, con quien se disputaba la llamada Dehesa de Mozota. No se conserva ninguna de las torres medievales correspondientes a cada una de las cuatro esquinas del castillo.
Las dos alas originales que se han conservadado constan de dos plantas y sobre ellas se encuentran los miradores. En la primera planta se hallan las estancias principales, las de carácter oficial en el ala frontal y las habitaciones privadas en la lateral, donde también está la capilla.
El castillo conserva buena parte de la techumbre original en madera labrada, los revestimientos de yeso en algunas de sus estancias… aunque lo más notable es la capilla, sobre todo por su decoración mudéjar, en la que destaca el zócalo del maestro Lop de Ram y la pintura que recubre sus paredes que, en opinión de los expertos, debería formar parte de los edificios de estilo mudéjar aragonés considerados Patrimonio de la Humanidad.

## Demografía
Mozota cuenta con una población de 130 habitantes (INE 2024).
| Gráfica de evolución demográfica de Mozota entre 1842 y 2021                                                        |
| |
| Población de derecho según los censos de población del INE Población de hecho según los censos de población del INE |

## Administración y política
En de enero de 1925. Melchor Laborda nombró alcaldes honorarios al rey Alfonso XIII y su mujer Victoria Eugenia. 
Esta declaración formaba parte de la campaña que emprendió el conde de Vallellano, que era el alcalde de Madrid, quien propuso que todos los municipios de España declarasen alcaldes honorarios a los reyes. El Ayuntamiento de Mozota por unanimidad "Soberanos, Familia Real, al Directorio Militar y al Ejército, acordó nombrar Alcalde y Alcaldesa del pueblo de Mozota a SS. MM. los Reyes"

| Periodo   | Nombre                    | Partido | Partido                           |
| --------- | ------------------------- | ------- | --------------------------------- |
| 1979-1983 | José Benito Val           |         | Unión de Centro Democrático (UCD) |
| 1983-1987 | José Benito Val           |         | Centro Democrático y Social (CDS) |
| 1987-1991 | José Benito Val           |         | Partido Aragonés (PAR)            |
| 1995-2011 | Luis Fernando Laborda Val |         | Partido Aragonés (PAR)            |
| 2011-2019 | Romualdo Romeo Royo       |         | Partido Aragonés (PAR)            |
| 2023-2027 | Romualdo Romeo Royo       |         | Ciudadanos (Cs)                   |

| Partido político    | Partido político                                   | 2003   | 2007   | 2011   | 2015   | 2019   | 2023   |
| Partido político    | Partido político                                   | Ediles | Ediles | Ediles | Ediles | Ediles | Ediles |
|                     | Partido de los Socialistas de Aragón (PSOE-Aragón) | 0      | 0      | 0      | 0      | 0      | 0      |
|                     | Partido Popular de Aragón (PP)                     | 0      | 0      | 0      | —      | 0      | 0      |
|                     | Partido Aragonés (PAR)                             | 5      | 5      | 5      | 5      | 5      | —      |
|                     | Ciudadanos (CS)                                    | —      | —      | —      | —      | —      | 4      |
|                     | Agrupación de electores                            | —      | —      | —      | —      | —      | 1      |
|                     | Chunta Aragonesista (CHA)                          | —      | 0      | —      | 0      | —      | —      |
| Total de concejales | Total de concejales                                | 5      | 5      | 5      | 5      | 5      | 5      |

## Monumentos

### Monumentos religiosos

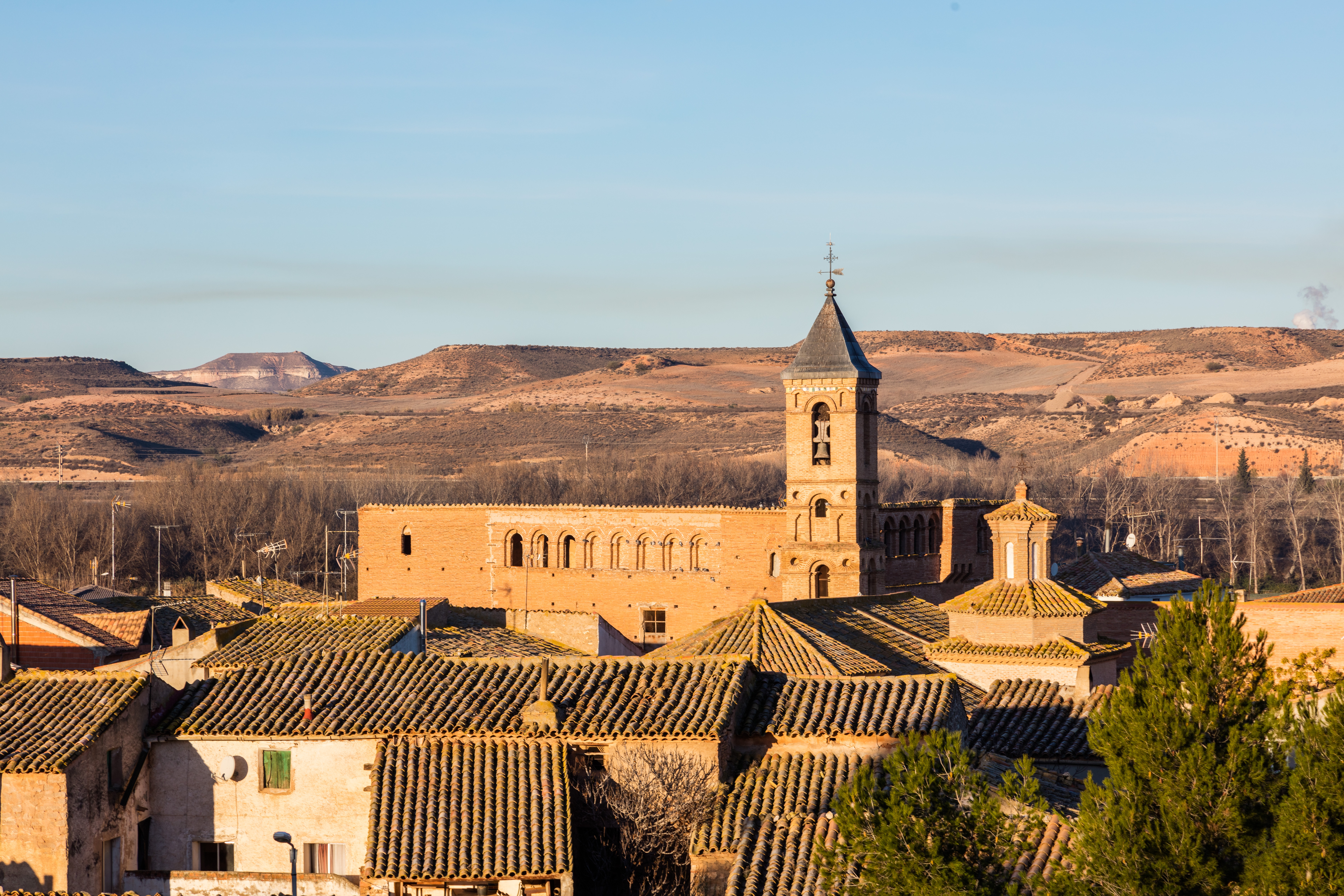
Iglesia de Santa Magdalena.

- Iglesia parroquial de Santa María Magdalena: obra mudéjar, fue restaurada en el siglo XVI en estilo plateresco y en el siglo XVII se añadió una capilla en el tercer tramo del evangelio. Los retablos son barrocos, exceptuando el dedicado a la Virgen que es plateresco, coincidiendo con la reforma. Lo realizó Juan de Moreto con obras escultóricas atribuidas a Gabriel Yoll. La torre situada a los pies de la iglesia, de planta cuadrada y cuatro cuerpos. Al exterior se articula por medio de arcos de medio punto doblados, con óculos a los lados, en los cuerpos segundo y tercero; en el último cuerpo el vano va sin doblar y flanqueado por pequeños vanos ciegos. Hay que destacar los vanos ciegos del tercer cuerpo cerrados por aproximación de hiladas y el friso de cerámica en la parte superior del último cuerpo.[12]

### Monumentos civiles
- Palacio fortificado de los duques de Villahermosa  :[13] Casa de ladrillo, fortificada y almenada, de tipo aragonés, especialmente interesante porque representa el último eslabón hacia el palacio sin fortificar. Se sabe de la existencia de la villa en 1199 bajo la tenencia de Lope Ximénez de Agón. Se supone que fue en el castillo de Mozota donde se produjo el rapto de Angelina Coscón por Juan de Pomar.

## Fiestas
- Fiestas en honor de los Santicos: se celebra la tercera semana de agosto (antiguamente se celebraban el 27 de septiembre). Los Santicos son: san Benito, san Celestino, san Constantino, santa Victoria, santa Faustina y santa Modesta.
- Fiestas del Tocino: se celebra el cuarto fin de semana de septiembre.
- Festival de Música Indie: se celebra a finales de junio.[14]

## Dichos populares locales
- Ancianos del pueblo recuerdan dichos populares que hablaban del pueblo:

"Botorrita vale mucho porque está en lo alto,
pero más vale Mozota por la acacia del barrealto"
- A finales del siglo XIX la poca afluencia de familias distintas era popular

"Los Laborda son los más,
los Benitos los menos,
los Bazanes y los Nuenos,
sobre poco más o menos"